# 駐日ブルキナファソ大使館
駐日ブルキナファソ大使館（ちゅうにちブルキナファソたいしかん、フランス語: Ambassade du Burkina Faso au Japon、英語: Embassy of Burkina Faso in Japan）は、ブルキナファソが日本の首都東京に設置している大使館である。

## 沿革
1960年の日本によるブルキナファソの独立承認および国家承認を経て、まず1962年に駐日上ヴォルタ共和国大使館（駐日オートボルタ共和国大使館）が設置されるが、1967年に緊縮財政措置を理由として閉館した。
その後は北京の在中華人民共和国大使館が日本を兼轄していたが、1994年2月にブルキナファソ（1984年に国号改称）が中華民国（台湾）との外交関係を回復させたため、北京の大使館は閉鎖された。1994年10月、駐日ブルキナファソ大使館として東京に改めて開館した。

## 所在地
〒151-0065 東京都渋谷区大山町45-24 太田ハウス

## 大使
2024年7月17日より、ビバタ・ネビエ・ウエドラオゴが特命全権大使を務めている。